# Karel Mastník
Karel Mastník (22. května 1949 – 18. června 2002) byl český fotbalista, záložník.

## Fotbalová kariéra
V československé lize hrál za Do Bohemians Praha. Nastoupil ve 149 ligových utkáních a dal 21 gólů. V nižších soutěžích hrál i za Slovan Liberec a Xaverov. V Poháru UEFA nastoupil v roce 1975 ve 2 utkáních proti Honvédu Budapešť a dal 1 gól. V letech 1968-1970 hrál za Duklu Tachov.

## Ligová bilance
| Ročník                                   | Zápasy | Góly | Klub                       |
| ---------------------------------------- | ------ | ---- | -------------------------- |
| 1. československá fotbalová liga 1973/74 | 27     | 5    | Bohemians Praha            |
| 1. československá fotbalová liga 1974/75 | 30     | 5    | Bohemians Praha            |
| 1. československá fotbalová liga 1975/76 | 30     | 7    | Bohemians Praha            |
| 1. československá fotbalová liga 1976/77 | 29     | 2    | Bohemians Praha            |
| 1. československá fotbalová liga 1977/78 | 22     | 2    | Bohemians Praha            |
| 1. československá fotbalová liga 1978/79 | 11     | 0    | Bohemians Praha            |
| Česká národní fotbalová liga 1978/79     | -      | -    | DP Xaverov Horní Počernice |
| Česká národní fotbalová liga 1979/80     | -      | -    | DP Xaverov Horní Počernice |
| Česká národní fotbalová liga 1980/81     | -      | -    | DP Xaverov Horní Počernice |
| Česká národní fotbalová liga 1981/82     | 29     | 0    | DP Xaverov Horní Počernice |
| Česká národní fotbalová liga 1982/83     | 27     | 1    | DP Xaverov Horní Počernice |
| Česká národní fotbalová liga 1983/84     | 25     | 0    | DP Xaverov Horní Počernice |
| Česká národní fotbalová liga 1984/85     | 29     | 0    | DP Xaverov Horní Počernice |
| CELKEM 1. liga                           | 149    | 21   |                            |